# Joinville Esporte Clube
Il Joinville Esporte Clube, noto anche semplicemente come Joinville, è una società calcistica brasiliana con sede nella città di Joinville, nello stato di Santa Catarina.

## Storia
Il Joinville è stato fondato il 29 gennaio 1976, dopo la fusione dei reparti di calcio dell'América e del Caxias. Entrambi i club avevano sede nella città di Joinville. Il club ha vissuto il suo periodo d'oro negli anni 1980, quando vinse otto campionati statali di fila.
La più larga vittoria del Joinville risale al 31 ottobre 1976, quando il club sconfisse l'Ipiranga di Tangará 11-1 all'Estádio Municipal de Tangará.
Il club ha vinto la Copa Santa Catarina nel 2009, e la Recopa Sul-Brasileira nello stesso anno, dopo aver sconfitto il Serrano Centro-Sul 3-2 in finale. Ha vinto di nuovo la Copa Santa Catarina nel 2011. Il Joinville vinse anche il Campeonato Brasileiro Série C nel 2011, dopo aver sconfitto il CRB 3-1 e 4-0 in finale. Il club ha vinto la Copa Santa Catarina per la terza volta nel 2012. Nel 2014, il club ha vinto il Campeonato Brasileiro Série B, ritornando in Série A dopo 29 anni di assenza.
Il Joinville tuttavia retrocede in Série B al termine della stagione 2015 dopo aver terminato all'ultimo posto in Série A.

## Palmarès

### Competizioni nazionali
- Campeonato Brasileiro Série B: 1

2014
- Campeonato Brasileiro Série C: 1

2011

### Competizioni regionali
- Recopa Sul-Brasileira: 1

2009

### Competizioni statali
- Campionato Catarinense: 12

1976, 1978, 1979, 1980, 1981, 1982, 1983, 1984, 1985, 1987, 2000, 2001
- Campeonato Catarinense Série B: 3

2005, 2006, 2007
- Copa Santa Catarina: 5

2009, 2011, 2012, 2013, 2020
- Recopa Catarinense: 1

2021

### Altri piazzamenti
- Campeonato Brasileiro Série B:

Terzo posto: 1983

## Calcio a 5
La selezione di calcio a 5 della squadra fu fondata nel 2006. 

### Palmarès

#### Competizioni nazionali
- Liga Nacional de Futsal: 1

2017
- Taça Brasil: 2

2011, 2017
- Superliga: 1

2011